# 鶴ヶ島ジャンクション

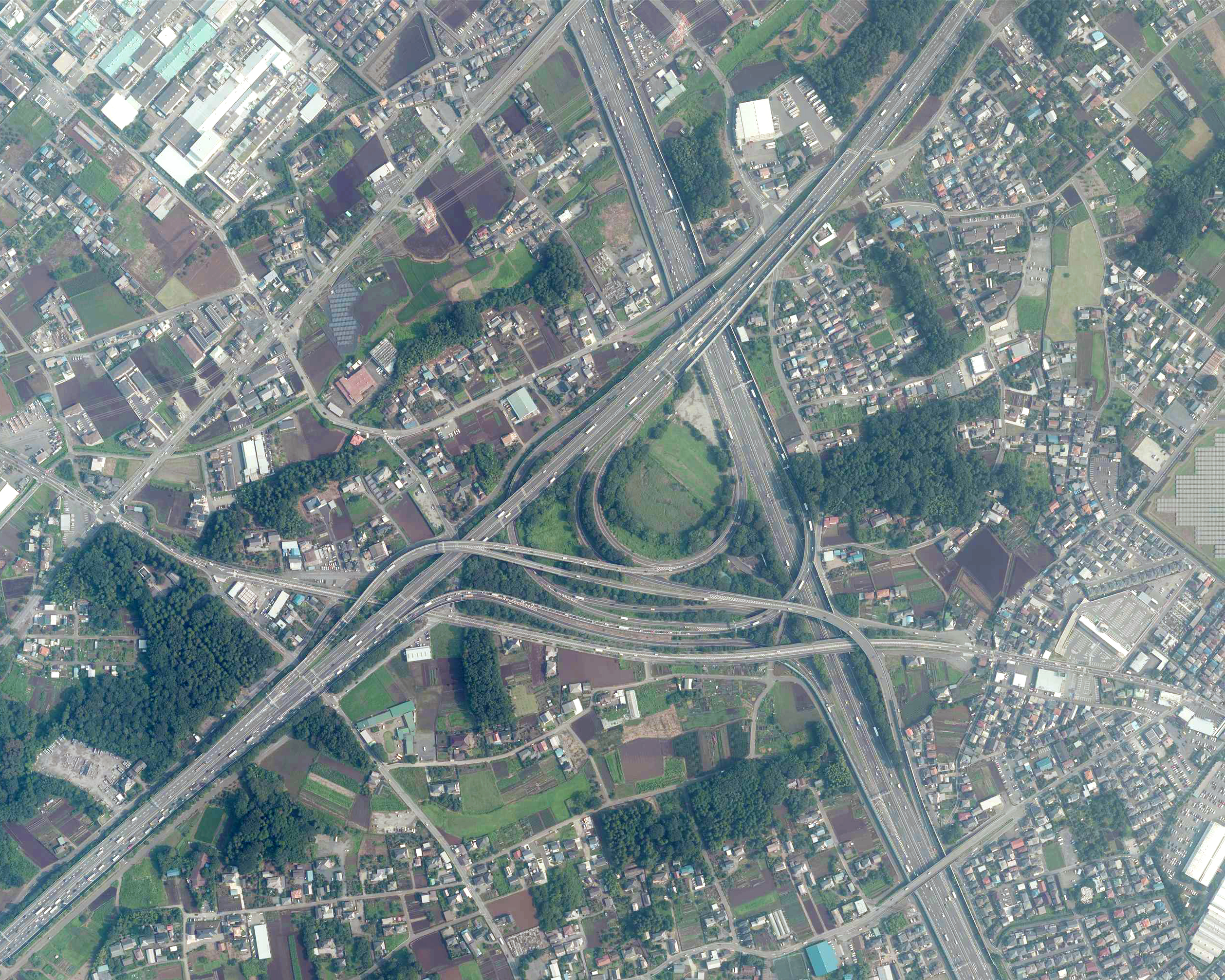
鶴ヶ島ジャンクション周辺の空中写真。
2019年8月2日撮影の画像を使用作成。。

鶴ヶ島ジャンクション（つるがしまジャンクション）は、埼玉県鶴ヶ島市藤金にある、関越自動車道と首都圏中央連絡自動車道（圏央道）を接続するジャンクション (JCT)。

## 歴史
- 1996年（平成8年）3月26日：圏央道の青梅IC - 鶴ヶ島JCT間開通に伴い、供用開始[1]。
- 2008年（平成20年）3月29日：圏央道の鶴ヶ島JCT - 川島IC間開通[1]。

## 接続する高速道路
- E17 関越自動車道（4-1番）
- C4 首都圏中央連絡自動車道（50番）

## 隣
E17 関越自動車道
(4) 川越IC - 川越的場BS - (4-1) 鶴ヶ島JCT - (5) 鶴ヶ島IC
C4 首都圏中央連絡自動車道（圏央道）
(47) 圏央鶴ヶ島IC - (50) 鶴ヶ島JCT - (51) 坂戸IC